# Квинт Вибий Секунд
Квинт Вибий Секунд (на латински: Quintus Vibius Secundus) e политик и сенатор на Римската империя през 1 век.
Секунд е роден и расте в Рим. Произлиза от конническия клон на фамилията Вибии. Майка му Юния е благородничка от Юниите. Брат му Луций Юний Квинт Вибий Крисп e политик (суфектконсул 61 г.,74 г. и 83 г.). Той е роднина на Луций Вибий Сабин, баща на римската императрица Вибия Сабина, съпругата на император Адриан.
През март и април 86 г. Секунд e суфектконсул заедно с консул Сервий Корнелий Долабела Петрониан. През 113 г. е проконсул на провинция Азия.